# 菊粉
菊糖（Inulin），也叫菊粉，是FDA認可的可溶性膳食纤维。其是一种果聚糖，由果糖分子聚合而成，多含在菊科和桔梗科植物的细胞中（如洋姜）。
菊糖是一種天然的多醣體，由許多種植物製造。其被認為是一種可溶性纖維，有時也被歸類在益生素中，因為菊糖可在消化道中被細菌用作為食物。

## 诊断应用
由于菊粉进入血流后既不分解，又不与蛋白结合，能（且只能）被肾小球滤过，因而可以通过静脉注射菊粉后观察其血浆清除率来确定肾小球滤过率，菊粉清除率被认为是测定肾小球滤过率的金标准。

## 天然來源
含有高濃度菊粉的植物包括：
| 植物                                   | 富含部位 | 菊粉含量（鲜重质量比，%） |
| 蒜(Allium sativum)                     | 球茎     | 9–16                      |
| 石刁柏(芦笋，Asparagus officinalis)    | 块根     | 10–15                     |
| 糠米百合属(Camassia sp.)               | 球茎     | 12–22                     |
| 菊苣(Cichorium intybus)                | 根       | 15–20                     |
| 大丽花(Dahlia sp.)                     | 块根     | 15–20                     |
| 菊芋(洋薑，Helianthus tuberosus)       | 块根     | 14–19                     |
| 云木香(Saussurea lappa)                | 根       | 18–20                     |
| 菊薯(雪莲果，Smallanthus sonchifolius) | 根       | 3–19                      |
| 药用蒲公英(Taraxacum officinale)       | 叶       | 12–15                     |
| 婆罗门参(Tragopogon sp.)               | 根       | 15–20                     |

## 外部連結
- "Dietary Fibber: Don't be fooled by polydextrose and other fiber additives" （页面存档备份，存于）, Slate.